# Non lasciarmi mai più
Non lasciarmi mai più è un singolo dei Pooh, il secondo estratto dalla raccolta di successo "The Best of Pooh".

## Il singolo
Il singolo, scritto da  Valerio Negrini e messo in musica da  Roby Facchinetti, è il racconto di un amore che dura nel tempo.
È interpretato da Roby e il ritornello è a 4 voci.
Ha una musica pop con un andamento lento.

## Formazione
1. Roby Facchinetti: voce, pianoforte e tastiere.
2. Dodi Battaglia: voce e chitarra.
3. Stefano D'Orazio: voce e batteria.
4. Red Canzian: voce e basso.